# La gente mormora
La gente mormora (People Will Talk) è un film di genere commedia-romantico del 1951 diretto da Joseph L. Mankiewicz e prodotto da Darryl F. Zanuck, tratto dall'opera teatrale di Curt Goetz da cui deriva anche il film tedesco Frauenarzt Dr. Prätorius del 1950. Distribuito dalla Twentieth Century Fox, il film è stato candidato per il premio Writers Guild of America per la migliore commedia americana.

## Trama
Nella facoltà di medicina di un'università americana il perfido e invidioso dottor Elwell sta conducendo segretamente un'indagine contro il celebre e attraente (ma poco accademico) collega Noah Praetorius. Noah è un medico indipendente, che dirige una propria clinica ed è molto apprezzato dai suoi allievi e pazienti.
Durante una lezione di anatomia una sua allieva di nome Deborah perde conoscenza e il dottor Praetorius, un po' dubbioso sul motivo dello svenimento, scopre dalle analisi da lei stessa richieste che la ragazza è incinta. Comunicatale la notizia, la giovane cade nella disperazione e racconta al dottore di come abbia avuto un rapporto con un suo coetaneo che prima l'ha raggirata e che poi s'è dileguato.
Deborah ha il terrore di doverne informare il vecchio padre, unico genitore in vita, perché questi ne soffrirebbe essendo lei l'unica figlia e gioia della sua vita. Rimasta sola nella clinica, disperata, tenta il suicidio sparandosi con una pistola, ma fortunatamente si ferisce solo di striscio.
A questo punto il dottor Praetorius la fa ricoverare nella sua clinica e, per evitare che ripeta il gesto, le dice che c'è stato un errore nelle analisi e che lei quindi non aspetta alcun bambino, con l'intenzione poi di andare a casa della ragazza per preparare e informare il padre della gravidanza.
Deborah si è però innamorata di Praetorius e credendo che il dottore non nutra alcun sentimento verso di lei, se non quello professionale di medico, fugge dalla clinica e ritorna dal padre, con cui vive in una fattoria, distante dalla città, in cui comanda uno zio agricoltore dalla mentalità molto ristretta.
Praetorius, informato dalle infermiere della fuga della ragazza, si mette in macchina di mattina presto con il suo fidato amico Shunderson e raggiunge Deborah nella fattoria.
La giovane, inizialmente, non comprende per quale motivo il dottore sia venuto a cercarla, ma poi si rende conto che Praetorius è innamorato di lei.
I due convolano felicemente a nozze nel giro di pochi giorni, ma poche settimane dopo la ragazza scopre, con stupore e irritazione, che suo marito le ha mentito: lei è in stato interessante, sì, ma aspetta il bambino del suo primo amante.
Deborah crede allora che Praetorius l'abbia sposata per pietà, per salvare la situazione e non per amore, ma poi capisce che è realmente innamorato di lei, tanto da esser pronto ad accogliere il bambino come fosse suo figlio. 
Intanto il perfido Elwell, geloso del suo successo, lo fa comparire davanti a una commissione d'inchiesta dell'università, con l'accusa di avere esercitato tempo prima la professione da mero ciarlatano e di aver protetto il suo amico Shunderson che in realtà è un assassino.
Durante l'improvvisato processo, che si tiene prima di una esibizione nella sala dell'università con Praetorius come direttore d'orchestra, il medico accusato racconta di come a suo tempo si era guadagnato il denaro necessario per poter aprire una clinica propria. Dopo la laurea, aveva esercitato in un paesino di provincia dove aveva aperto una macelleria e dove si spacciava per guaritore, nascondendo la propria qualifica agli abitanti del paese che, ingenui e diffidenti, non nutrivano troppa fiducia nella medicina ufficiale. Quando la gente scoprì che era un dottore laureato, Praetorius dovette fuggire dal paese.
Quanto a Shunderson, era stato condannato alla pena capitale per aver ucciso un uomo. Non essendo però mai stato trovato il presunto cadavere, la pena gli era stata commutata in 15 anni di carcere. Scontata la pena, il pover'uomo, innocente, aveva casualmente incontrato il "cadavere" della sua presunta vittima che stava tranquillamente pranzando in un ristorante. In un attacco di rabbia aveva colpito a morte l'uomo in una colluttazione e per questo era stato condannato una seconda volta alla pena capitale per lo stesso omicidio. Questa volta la sentenza era stata eseguita, ma il malcapitato, creduto ormai morto, era stato affidato a Praetorius per i suoi studi di anatomia. Il dottore, accortosi che la "salma" era in realtà ancora viva, aveva rianimato l'uomo che poi gli aveva raccontato le sue sventure; al che Praetorius aveva deciso di dare all'uomo una nuova possibilità, prendendolo sotto la sua protezione.
Tutte le accuse di Elwell cadono nel vuoto e Praetorius può finalmente andare a dirigere la sua orchestra sotto gli occhi raggianti della moglie, del suocero e di tutte le persone che lo stimano.

## Critica
Un film sul talento e la versatilità di un medico eroe pre-moderno o tradizionale «il quale dispone di scarsi strumenti diagnostici e terapeutici ma è dotato di grande umanità». Il cinema ha spesso messo in scena questo personaggio in diverse occasioni e, a cominciare da David W. Griffith ne Il medico di campagna, si ricordano, tra altri, La cittadella di King Vidor, Il medico di campagna di Henry King, Nessuno resta solo di Stanley Kramer.
Secondo Georges Sadoul si tratta di uno dei film più rappresentativi del regista, «secondo i suoi ammiratori la cosa migliore da lui diretta e, secondo i detrattori, troppo prolissa e parlata». A chi lo considerava un film troppo parlato, attento più alla sceneggiatura che alle immagini, il regista stesso replicò: «Scrivo soprattutto per un pubblico che voglia intendere un film e non solo vederlo. Che il cinema debba essere solo montaggio rapido, effetti visivi e sonori, è una vecchia idea preconcetta. Io penso che il cinema sia un mezzo di comunicare idee e riflessioni oltre che una serie di effetti visivi».

## Produzione
Jeanne Crain sostituì Anne Baxter, inizialmente prevista nel ruolo di Deborah, che aveva dovuto rinunciare in quanto incinta (proprio come il personaggio del film).

## Curiosità
Uno dei leitmotiv della colonna sonora, nonché il brano che viene eseguito dall'orchestra studentesca alla fine del film, è l'Ouverture per una festa accademica di Johannes Brahms, a sua volta tratta da antichi canti studenteschi tra cui il Gaudeamus igitur che chiude il film.
La commedia di Curt Goetz da cui è tratto il film ispirò successivamente, nel 1965, un altro film di produzione tedesca, Dr. med. Hiob Prätorius, interpretato da Heinz Rühmann e Liselotte Pulver per la regia di Kurt Hoffmann.